# Cercocebus sanjei
Cercocebus sanjei  (лат.) — млекопитающее из рода мангабеев (Cercocebus) семейства мартышковых (Cercopithecidae).
Окраска меха сверху серая, брюхо светлее, почти белёсое. Безволосая кожа лица розовая или серая, как и у всех членов семейства имеются белёсые веки. Хвост относительно длинный.
Эти приматы живут исключительно на некоторых восточных склонах Удзунгванских гор в южной Танзании, где обитают в лесах по берегам рек, на высоте 400—1600 метров над уровнем моря.
Активны днём, держатся как на земле, так и на деревьях. Живут в группах. Рацион состоит из фруктов, семян, орехов и мелких животных.
Основную угрозу составляет продолжающееся обезлесение из-за заготовки древесины и добычи древесного угля, а также охота, в том числе с собаками. Этот вид включён в Приложение II СИТЕС. Он присутствует в национальном парке Удзунгва-Маунтинс.